# Hayden White
Hayden White (n. 12 iulie 1928, Martin⁠(d), Tennessee, SUA – d. 5 martie 2018, Santa Cruz, California, SUA) a fost un istoric, filozof al istoriei și un teoretician american, ale cărui contribuții în domeniul istoriografiei sunt fundamentale. White a fost asociat cu abordarea postmodernistă a contribuțiilor sale.

## Lucrări publicate
- The Fiction of Narrative: Essays on History, Literature, and Theory, 1957-2007. Baltimore: The Johns Hopkins University Press. 2010. Ed. Robert Doran
- Figural Realism: Studies in the Mimesis Effect. Baltimore: The Johns Hopkins University Press. 1999.[12]
- "Historiography and Historiophoty", The American Historical Review, Vol. 93, No. 5 (Dec., 1988), pp. 1193–1199.
- The Content of the Form: Narrative Discourse and Historical Representation. Baltimore: The Johns Hopkins University Press. 1987.
- "Historical Pluralism", Critical Inquiry, Vol. 12, No. 3 (Spring, 1986), pp. 480–493.
- "The Question of Narrative in Contemporary Historical Theory", History and Theory, Vol. 23, No. 1 (Feb., 1984), pp. 1–33.
- "The Politics of Historical Interpretation: Discipline and De-Sublimation", Critical Inquiry, Vol. 9, No. 1, The Politics of Interpretation (Sep., 1982), pp. 113–137.
- as editor (1982) with Margaret BroseRepresenting Kenneth Burke. Baltimore: The Johns Hopkins University Press.
- "The Value of Narrativity in the Representation of Reality", Critical Inquiry, Vol. 7, No. 1, On Narrative (Autumn, 1980), pp. 5–27.
- Tropics of Discourse: Essays in Cultural Criticism. Baltimore: The Johns Hopkins University Press. 1978.
- "Interpretation in History", New Literary History, Vol. 4, No. 2, On Interpretation: II (Winter, 1973), pp. 281–314.
- "Foucault Decoded: Notes from Underground", History and Theory, Vol. 12, No. 1 (1973), pp. 23–54.
- Metahistory: The Historical Imagination in Nineteenth-Century Europe. Baltimore: The Johns Hopkins University Press. 1973.
- The Greco-Roman Tradition. New York: Harper & Row. 1973.
- as co-author (1970) with Willson Coates, The Ordeal of Liberal Humanism: An Intellectual History of Western Europe, vol. II: Since the French Revolution. New York: McGraw-Hill, 1970.
- as co-editor (1969) with Giorgio Tagliacozzo, Giambattista Vico: An International Symposium. Baltimore and London: Johns Hopkins University Press.
- as editor The Uses of History: Essays in Intellectual and Social History. Detroit: Wayne State University Press. 1968.
- "The burden of history", History and Theory, Vol. 5, No. 2 (1966), pp. 111–134.
- as co-author (1966) with Willson Coates and J. Salwin Schapiro, The Emergence of Liberal Humanism. An Intellectual History of Western Europe, vol. I: From the Italian Renaissance to the French Revolution. New York: McGraw-Hill, 1966.